# Брексвілл (Огайо)
Брексвілл (англ. Brecksville) — місто (англ. city) в США, в окрузі Каягога штату Огайо. Населення — 13 635 осіб (2020).

## Географія
Брексвілл розташований за координатами 41°18′26″ пн. ш. 81°37′12″ зх. д. / 41.30722° пн. ш. 81.62000° зх. д. (41.307198, -81.619952).  За даними Бюро перепису населення США в 2010 році місто мало площу 50,99 км², з яких 50,70 км² — суходіл та 0,29 км² — водойми.

## Демографія
Згідно з переписом 2010 року, у місті мешкало 13 656 осіб у 5349 домогосподарствах у складі 3883 родин. Густота населення становила 268 осіб/км².  Було 5623 помешкання (110/км²).
Расовий склад населення:
| - 93,3 % — білих - 3,4 % — азіатів - 1,7 % — чорних або афроамериканців - 0,1 % — корінних американців |

До двох чи більше рас належало 1,1 %. Частка іспаномовних становила 1,4 % від усіх жителів.
За віковим діапазоном населення розподілялося таким чином: 22,8 % — особи молодші 18 років, 59,4 % — особи у віці 18—64 років, 17,8 % — особи у віці 65 років та старші. Медіана віку мешканця становила 47,4 року. На 100 осіб жіночої статі у місті припадало 99,5 чоловіків;  на 100 жінок у віці від 18 років та старших — 95,6 чоловіків також старших 18 років.
Середній дохід на одне домашнє господарство  становив 131 795 доларів США (медіана — 100 589), а середній дохід на одну сім'ю — 156 342 долари (медіана — 124 234). Медіана доходів становила 83 256 доларів для чоловіків та 64 740 доларів для жінок. За межею бідності перебувало 3,0 % осіб, у тому числі 4,9 % дітей у віці до 18 років та 2,7 % осіб у віці 65 років та старших.
Цивільне працевлаштоване населення становило 6913 особи. Основні галузі зайнятості: освіта, охорона здоров'я та соціальна допомога — 27,7 %, науковці, спеціалісти, менеджери — 12,7 %, виробництво — 11,8 %, фінанси, страхування та нерухомість — 11,3 %.